# Presses universitaires de la Nouvelle-Calédonie
 (août 2020).
Les Presses universitaires de la Nouvelle-Calédonie (PUNC) sont basées à Nouméa en Nouvelle-Calédonie et rattachées au service de la recherche de l’Université de la Nouvelle-Calédonie. La coordination éditoriale est actuellement assurée par l'anthropologue Françoise Cayrol. Les PUNC ont pour mission de valoriser et de diffuser la recherche néo-calédonienne ou sur la Nouvelle-Calédonie, et plus largement les travaux scientifiques francophones sur et dans l'Océanie. Elles sont ainsi la première maison d'édition universitaire francophone à avoir été fondée dans l'océan Pacifique (et toujours la seule en 2018). 

## Histoire
Les PUNC ont été créées en 2014 dans le cadre du développement de la politique scientifique de l'Université de la Nouvelle-Calédonie. Le premier ouvrage est paru en 2016,, et trois autres suivent en 2017. Elles reprennent également la diffusion des Cahiers du LARJE, revue publiant depuis 2010 sous la forme de séries de cahiers les productions de l'une des équipes de l'université, le Laboratoire de recherches juridique et économique (LARJE).

## Collections
Les PUNC ont, entre 2016 et 2020, publiés seize ouvrages au travers de cinq collections, : 
- CRESICA (Consortium pour la recherche, l’enseignement supérieur et l’innovation en Nouvelle-Calédonie, deux ouvrages en 2020 dont un dans une double édition en français et en anglais), dirigée par Gaël Lagadec, maître de conférences HDR en économie et président de l'université de 2013 à 2021,
- La-Ni (« Le chemin des richesses » en langue nengone, collection commune aux deux équipes de recherches en sciences humaines et sociales de l'UNC ERALO et TROCA, deux ouvrages en 2020), dirigée par Suzie Hieku Bearune, maître de conférences en langues et cultures océaniennes (LCO) et responsable pédagogique de la licence LCO de l'université (ERALO), et Yann Bévant, maître de conférences en études anglaises et directeur de l'équipe TROCA,
- LARJE (Laboratoire de recherches juridique et économique, un ouvrage en 2016, deux en 2017, deux en 2018, trois en 2019 et un en 2020), dirigée par Étienne Cornut, maître de conférences HDR en droit privé et vice-président du conseil d'administration de l'université, puis Samuel Gorohouna, maître de conférences en économie et responsable du campus de Baco à Koné,
- LIRE (Laboratoire interdisciplinaire de recherche en éducation, un ouvrage en 2018), codirigée par Fanny Pascual, maître de conférences en histoire contemporaine, et Stéphane Minvielle, maître de conférences en histoire à l'École supérieure du professorat et de l'éducation (ESPE),
- Résonances (réédition ou traduction d'ouvrages de référence importants pour la Nouvelle-Calédonie, publications en partenariat avec des acteurs externes à l'université, un ouvrage en 2017 et un en 2018), dirigée par Jean-Marc Boyer, professeur des universités en physique et vice-président du conseil académique chargé de la recherche de l'université, ancien président de l'université de 2007 à 2013.

## Revues
Les PUNC publient une seule revue :
- Les Cahiers du LARJE (créés en 2010).

## Prix
Lors de la 12e édition du Salon international du livre océanien (SILO), le 28 septembre 2019 à Poindimié, les PUNC se voient attribuer le prix Popaï - « prix spécial du jury ». Elles le reçoivent en récompense de « la qualité de la production et l’exigence dont les presses font preuve ».